# بخش برنه
بخش برنه (به فرانسوی: Arrondissement de Bernay) یک بخش در فرانسه است که در شهرستان اور واقع شده‌است.